# 廖偉凡
廖偉凡（1958年7月31日—），台灣新竹市人，籍貫湖南，國立臺灣藝術專科學校（今國立臺灣藝術大學）廣播電視科畢業，是台灣電視綜藝節目及廣播電台節目主持人，以擔任台視綜藝節目《五燈獎》末代男主持人而成名。目前擔任原住民族廣播電臺廣播部首任經理。

## 生平
廖偉凡在新竹的眷村中成長，父親是跟隨中華民國政府遷台的中華民國國軍軍人。廖偉凡的父親是黃埔軍校畢業，在廖偉凡的記憶中是一個不說話、常不在家、甚至從未打過子女的爸爸。廖偉凡有一個弱智的弟弟，經常被同村小孩嘲笑、捉弄、欺負；小時候的廖偉凡為了保護弱智弟弟，常與同村小孩打架，也連帶成為同村小孩嘲笑、捉弄、欺負的對象。學生時代的廖偉凡，半工半讀考進國立臺灣藝術專科學校廣播電視科，主動詢問廣播電台實習工作。為了進入廣播界，廖偉凡每天到離家不遠的國立清華大學圖書館讀書、每天練習朗讀報紙與招牌上的字。
1986年7月，中視午間節目《下午茶》開播，侯世宏製作，廖偉凡與羅繼文擔任主持人。
廖偉凡曾經報名參加《五燈獎》的歌唱比賽，但因歌藝不佳而挑戰失敗；廖偉凡知道自己不適合往歌壇發展，轉而應徵《五燈獎》男主持人。廖偉凡直接跑到當時《五燈獎》製作單位百利廣告表明自己的意願及條件，很快就得到試鏡的機會，試鏡一星期後被錄取為《五燈獎》男主持人。1988年5月18日，《五燈獎》男主持人阮翎退休；1988年5月25日，廖偉凡接任《五燈獎》男主持人，以流利的口條與斯文的外表成功跨足電視圈。
1994年，廖偉凡主持遼寧電視台第一個在台灣實景拍攝的節目《繽紛節奏》，介紹台灣風土民情與專訪台灣藝人。1997年，廖偉凡為了與父母同住，買下位於台北市內湖區東湖半山腰上一幢四層樓的透天別墅。
1998年7月19日，《五燈獎》播完第1701集後宣告停播，廖偉凡轉型為通告藝人；此時的廖偉凡不想被《五燈獎》時期的斯文形象定型，在華視綜藝節目《龍虎綜藝王》中首次不戴眼鏡，以藍色扁帽與全臉藍色彩繪造型擔任固定來賓。
2001年，廖偉凡與前妻離婚，當時一對子女分別就讀國中、國小。廖偉凡與前妻離婚後，子女監護權歸廖偉凡。2003年，廖偉凡接任佳音廣播電台家庭話題節目《家有佳音》主持人。2007年，廖偉凡再婚。2009年，由於廖偉凡第二任妻子已過生育年齡，廖偉凡妻子弟弟的小孩是一個罹患學習障礙與自閉症的5歲男孩，在那一段時間住在廖偉凡夫婦家。2010年7月28日，《五燈獎》停播12年後，廖偉凡以台視綜藝節目《鑽石夜總會》來賓身分首度重返台視。2011年，友邦人壽聘請已經具有壽險業務員證照的廖偉凡擔任廣告代言人。
2012年初，廖偉凡與黃姓及林姓友人合資成立辰泰生物科技，向藤森生技購入七萬顆「紅景天複方軟膠」製成軟膠囊，以每10顆一片打成鋁箔片，並設計包裝盒取名「打開春天的鑰匙 EGG草本膠囊」，由廖偉凡分送朋友試吃；後因黃林二人退資，擔心遭廖偉凡對外販售連累，主動舉報廖偉凡提供偽藥。台中地檢署搜索後查扣紅景天複方軟膠170顆，廖偉凡坦承犯行並深表悔悟。2012年10月17日，台中地檢署考量該批偽藥僅供友人無償使用、未實際出售獲利，同意將廖黃林三人緩起訴處分，但廖偉凡須支付公益捐新台幣五萬元。
2017年，廖偉凡擔任原住民族廣播電臺廣播部首任經理。

## 固定參與節目
主持
- 台視《五燈獎》（末代男主持人，合作主持者順序為邱碧治→趙英華→和家馨）
- 中視《下午茶》（與羅繼文合作主持）
- 台視《五燈之星擂台賽》（與周姿君、黃琬庭合作主持）
- 東森綜合台《悅氏五燈挑戰賽》（與于美人合作主持）
- 好消息衛星電視台《心靈不打烊》
- 好消息衛星電視台《音樂河》
- 好消息衛星電視台《觸動的音符》（與黃國倫合作主持）
- 好消息衛星電視台《心靈音樂館》（與尤雅合作主持）
- 遼寧電視台《繽紛節奏》
- 佳音廣播電台《家有佳音》
- 佳音廣播電台《哈囉，謝謝你！》
- 復興廣播電台《歡樂傳真情》
- 復興廣播電台《兩岸砍大山》
- 台北廣播電台《台北有愛》
- 華視《健康最前線》（與陳力瑜合作主持）

固定班底
- 華視《龍虎綜藝王》之模仿秀單元〈模仿綜藝王〉評審

## 活動主持
- 台灣田邊製藥「五燈傳愛公益慈善晚會」（2007年9月29日，與和家馨主持）
- 僑務委員會「九十六年雙十國慶四海同心聯歡大會」（2007年10月9日）
- 大呷麵本家台中門市（台中縣大甲鎮）開幕記者會「製麵真功夫，大呷麵本家走過台灣七十年」（2008年3月29日）[18]
- 財團法人天使心家族社、台灣三菱商事「三菱慈善音樂會2009：蕭煌奇、梁文音、天使心《愛、家族、關懷》演唱會」（2009年3月1日）[19]

## 廣告代言
- 五洲製藥「斯斯」系列藥品
- 行政院金融監督管理委員會宣導廣告「堅持償還債務，生活才有未來」
- 南山鑫有限公司「鵝牌氣密窗」[20][21]
- 統欣生物科技「紅景天葉黃素好眼力強效配方」
- 統欣生物科技「高效能紅景天納麴」
- 統欣生物科技「高活性紅景天納麴」
- 統欣生物科技「日本薑黃蜆錠」
- 友邦人壽「黃金雙保」專案

## 戲劇演出
- 台視《中國民間故事》-〈海瑞智擒四大金剛〉飾 宋子昂
- 台視《少年史艷文》（又名《三劍奇緣》）飾 龍千戶

## 節目通告
- 東風衛視《單身行不行》 - 〈單親父女囧很大〉，2018年5月25日播出
- 東風衛視《單身行不行》 - 〈下一段婚姻會更好〉，2018年8月8日播出
- 東風衛視《單身行不行》 - 〈談錢總是傷感情〉，2019年1月1日播出
- JET綜合台《新聞挖挖哇》 - 〈單親爸媽也有戀愛的權利〉，2019年3月19日播出
- JET綜合台《命運好好玩》 - 〈慢活人生靠自己〉，2019年8月6日播出

## 著作
- 廖偉凡 著，喻靖媛 採訪整理，《爸媽，都是你把孩子搞成這樣》，時報文化2010年7月初版一刷，ISBN 9789571352398